# Dottignies
Ne doit pas être confondu avec Ottignies ou Gottignies (Belgique).
Dottignies (en néerlandais Dottenijs, en picard Dot'gnie) est un village belge de la commune de Mouscron située dans la province de Hainaut en Wallonie picarde et en Flandre romane. Géographiquement, Dottignies fait partie de la Wallonie picarde.

## Étymologie
872 Dottiniacas : propriétés de ceux de (suffixe -iniacas) Dotto, anthroponyme germanique, hypocoristique de Dodon,,.
La forme néerlandaise est un emprunt tardif au roman.

## Évolution démographique
- Sources : INS, Rem. : 1831 jusqu'en 1970 = recensements, 1976 = nombre d'habitants au 31 décembre.

## Histoire
En 1101, commence la lignée des seigneurs de Dottignies, avec Maria de Dothegnies, suivront les familles d'Halluin, de Stavele, Van der Gracht, de Croy, Richardot, de Jonghe et de Berthout.
Au lendemain de la bataille des éperons d'or, les Français en fuite sont pourchassés par les Flamands jusqu'à Dottignies. En 1303, les Flamands ravagent la région jusqu'à Tournai et mettent le feu à la ferme du Vallemprez.
Le 3 novembre 1623,des lettres données à Madrid érigent en comté la seigneurie de Gamarage (Gammerages?) en y incorporant  la seigneurie de Dottignies avec ses dépendances, au profit de Guillaume de Richardot, baron de Lembeke.
Le 18 juillet 1693, à la tête de deux corps d'armée alliés, le duc de Wurtemberg attaque les Français à Dottignies, la bataille est âpre et de nombreux édifices n'y résistent pas.
En 1792 et 1793 les révolutionnaires français font de régulières incursions dans la localité et terrorisent la population. Prêts à mettre le feu à l'église, une rançon de 1 000 couronnes arrange la situation.
À la suite de modifications administratives et territoriales sous le régime français, Dottignies entre dans le département de la Lys en 1795.
La commune fera partie du canton de Courtrai en 1815, puis du canton de Mouscron en 1882.
La population du village s'élève en 1765 à 2.578 habitants, en 1801 à 2.923 habitants, en 1846 à 3.995 habitants, en 1934 à 5.948 habitants.

### Appartenances territoriales
Faisant partie du département de la Lys sous le régime français, elle fut transférée de la province de Flandre-Occidentale à celle de Hainaut le 8 novembre 1962. Depuis cette date, ses habitants néerlandophones minoritaires bénéficient de facilités administratives.
C'était une commune à part entière avant la fusion des communes de 1977.

### Origine du symbole de Dottignies: la main
Le symbole de Dottignies, la "Main dottignienne", a des origines plus qu'obscure. Bien qu'il n'existe aucun acte écrit, ni de preuve tangible, il existe quelques hypothèses quant aux débuts de cette main :
- Relation étymologique avec "Dottignies", qui aurait pu signifier par analogie plaisante « doigts qui tiennent » ; sans rapport avec l'étymologie réelle ;
- Relation entre la main de Dottignies et les armoiries des ducs de Bourgogne (en 1450) ou celles d'Anvers ;
- Pose de cet emblème à la suite du terme des conflits opposant la Flandre et la France (XIIIe siècle) ;
- Signe d'unité créé entre des populations de cultures différentes au sein d'une même patrie ;
- Marque de réconciliation entre les partis au moment de la Révolution, vers 1793[10].
- à la suite de la rançon de 1000 couronnes payée aux révolutionnaires français, la main fut posée sur le clocher en signe d'alliance et de paix

## Armoiries
Le scel échevinal employé en 1763 et octroyé par le vicomte Guillaume-François Bertout de Carillo a été retenu comme armoiries communales par Arrêté royal du 31 mai 1932.
Blasonnement : Écartelé : au 1 et au 4 d'azur au chevron d'argent accompagné en chef de deux étoiles d'or ; aux 2 et 3 de gueules à une tour crénelée d'argent surmontée d'une aigle de sable tenant dans sa griffe dextre une couronne d'or ; l'écu timbré d'une couronne à trois perles séparées par deux pointes et supporté par deux lévriers d'argent colletés de gueules bordés et bouclés d'or,.

## Patrimoine et culture

### Monuments
Dans le cimetière, vingt-quatre tombes de soldats britanniques de la Première Guerre mondiale sont présentes.

#### L'église paroissiale Saint-Léger

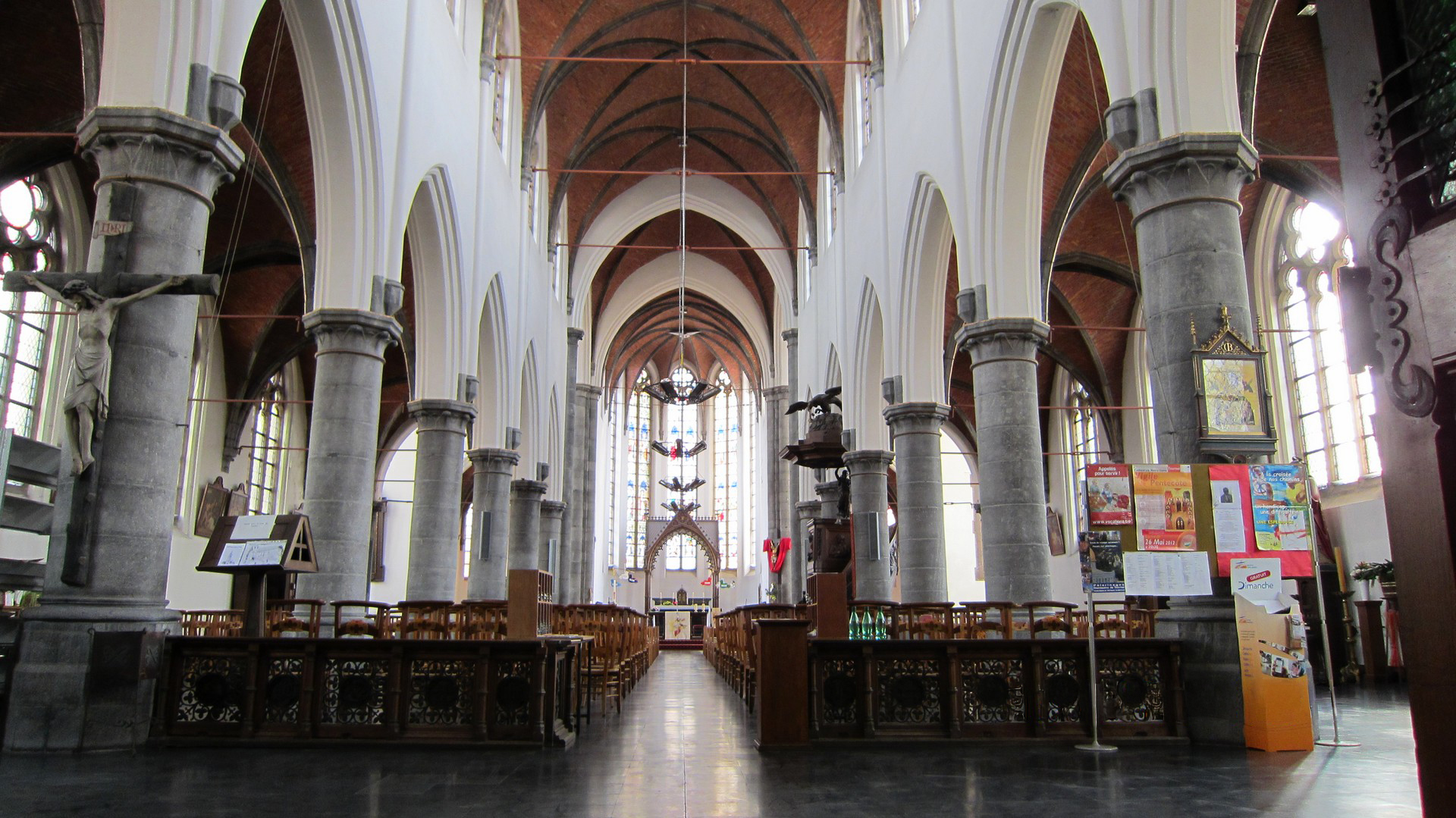
Eglise de Dottignies
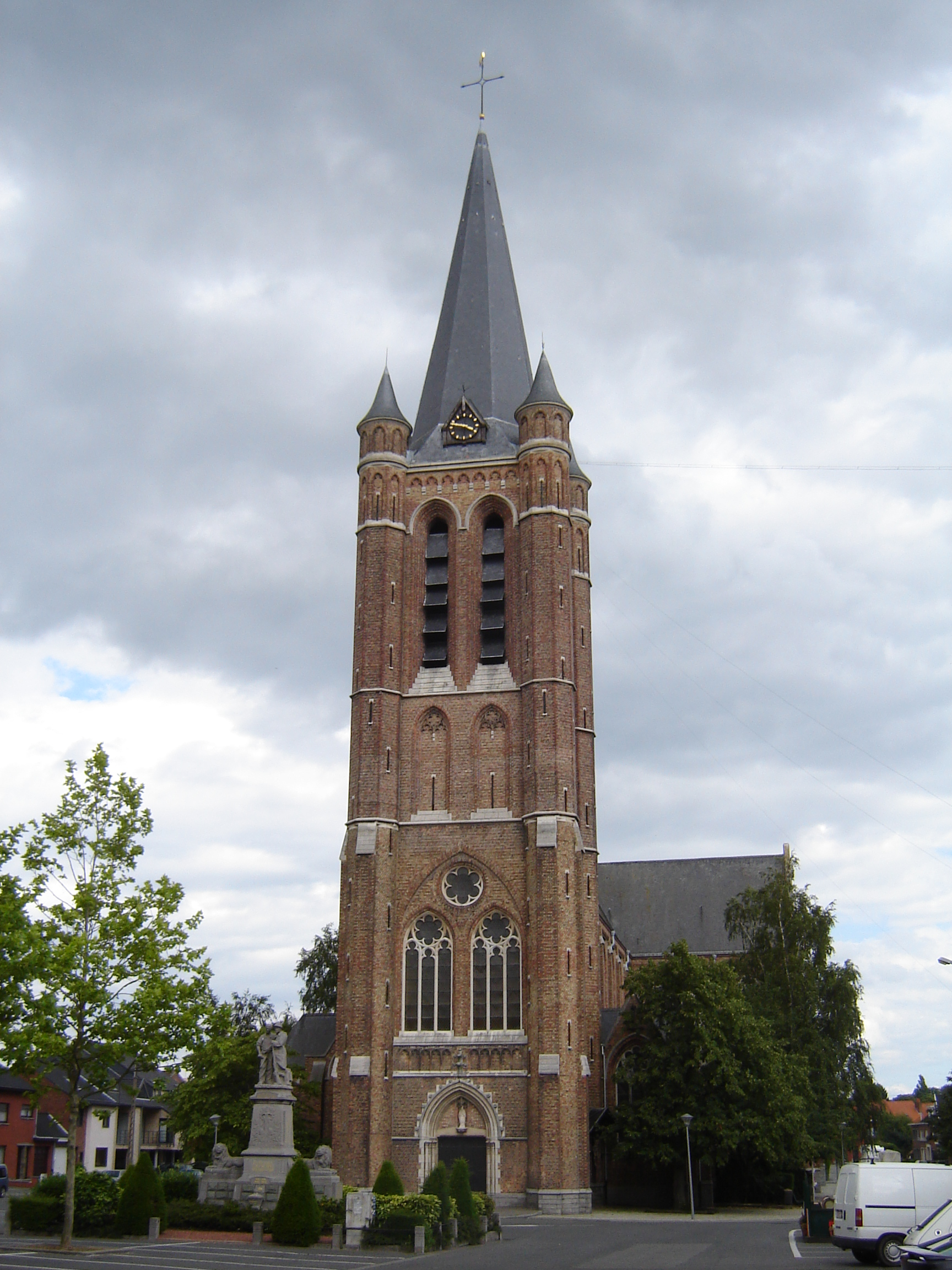
L'église paroissiale Saint-Léger
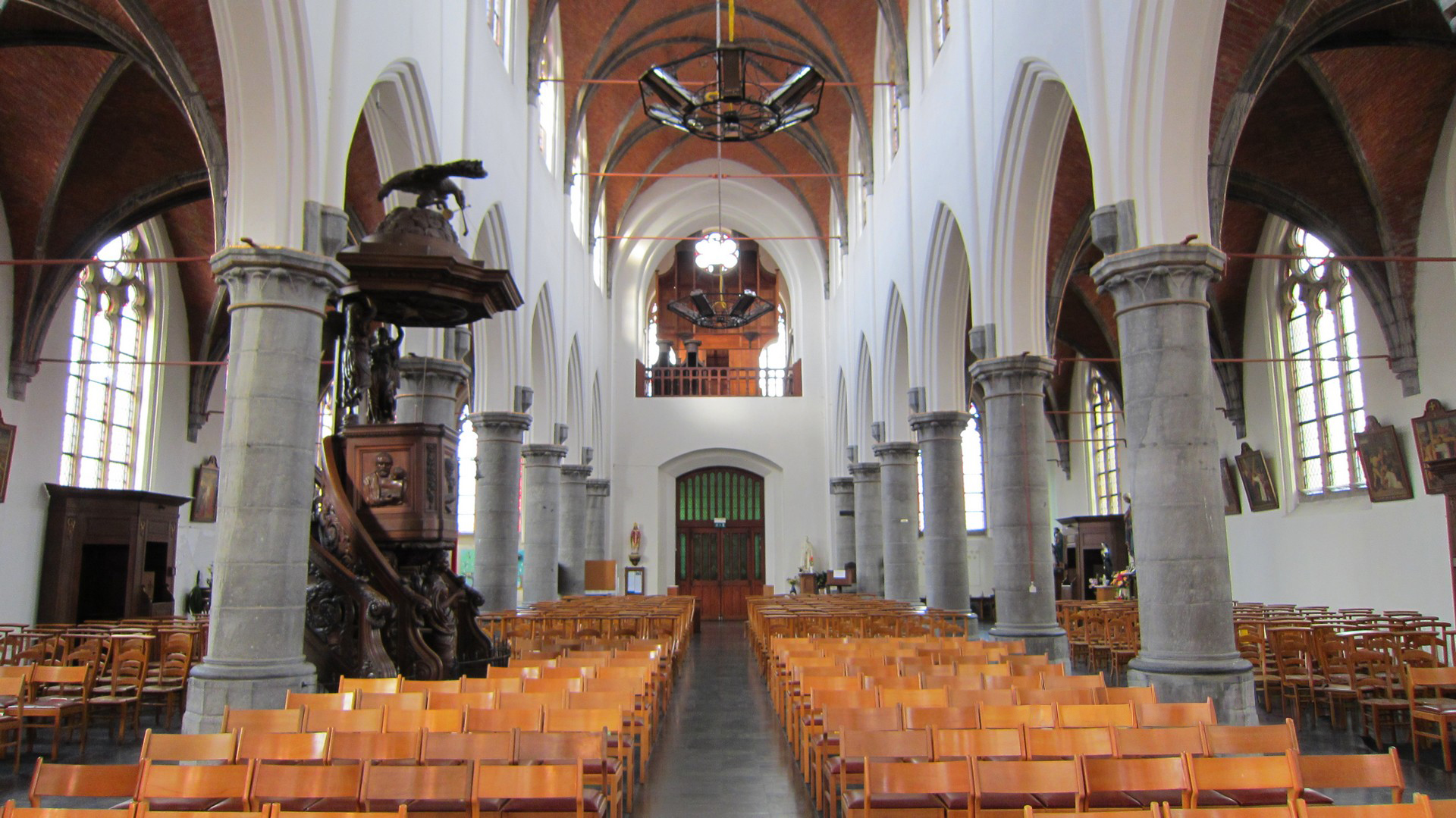
Eglise de Dottignies

L'église mesure 62,35 m et les nefs ont une largeur de 20,54 m. Le clocher a une hauteur de 64 m. La surface de l'édifice est de 800 m2 et donne la possibilité d'accueillir 2 000 personnes. Cette église a été consacrée en 1913 par Monseigneur Waffelaert, évêque de Bruges. En 2013, plusieurs évènements religieux et culturels seront organisés afin de célébrer le centenaire de l'église.

#### Le vieux clocher
Patrimoine classé (1939, no 54007-CLT-0007-01)

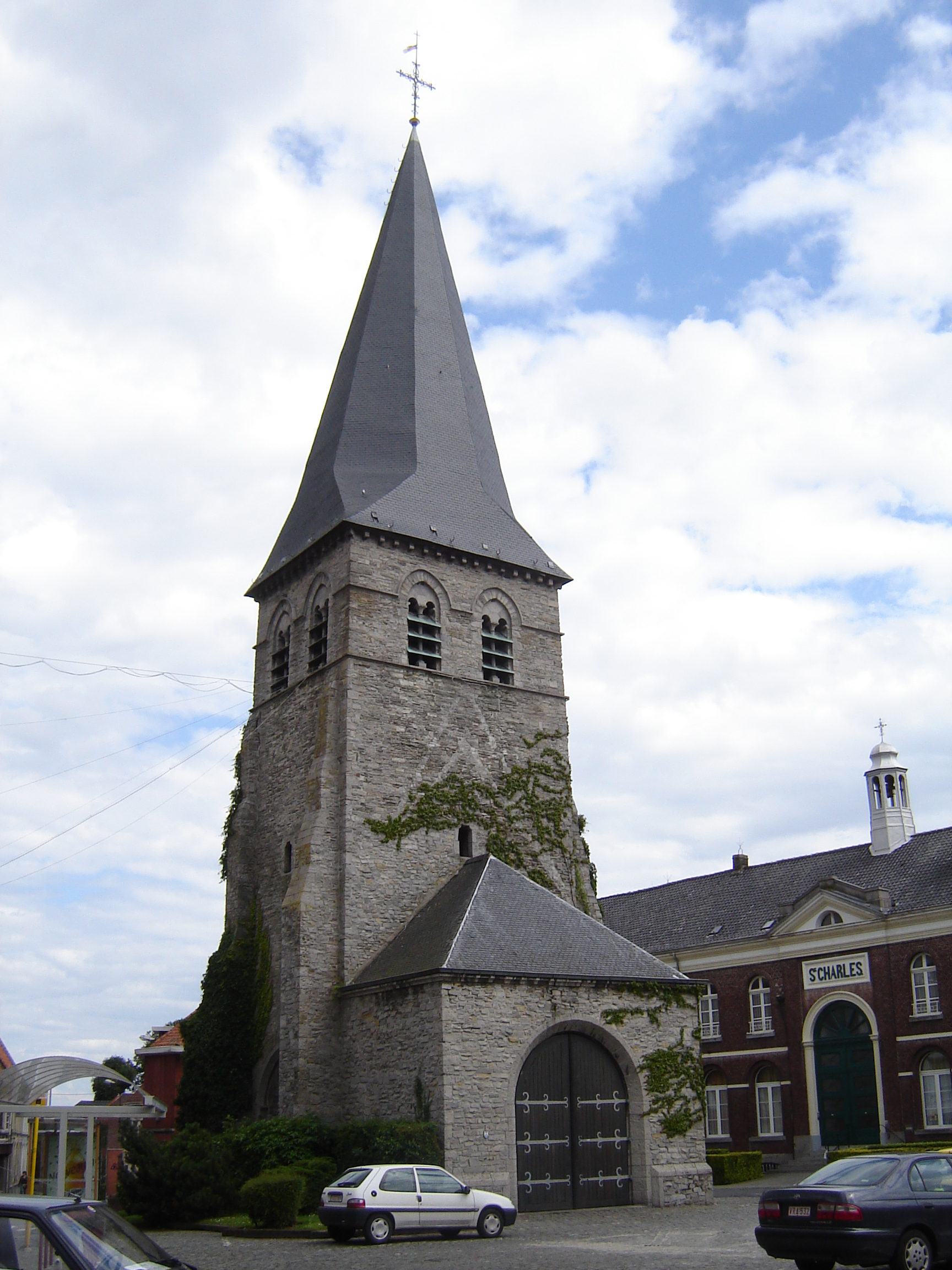
Le clocher de l'ancienne église.

Le clocher de l'église primitive, édifiée au début du XIIIe siècle, coexiste, à quelques centaines de mètres, avec l'église actuelle. Il accueille, ponctuellement, différentes manifestations festives et culturelles.

### Culture

#### La Dottignienne, hymne du village
L’hymne de Dottignies fut composé par l'abbé Louis-Marie Goormachtigh. Les sociétés musicales de la commune débutent tous les concerts par cette composition. La Dottignienne s'associe régulièrement à La Brabançonne lors des festivités et des célébrations diverses du village. La Dottignienne est composée de 4 couplets, d'un refrain et d'une ritournelle. Ceux-ci seront entonnés après chaque couplet. Des couplets ont été ajoutés après la seconde guerre mondiale mais voici la version originale :

## Galerie

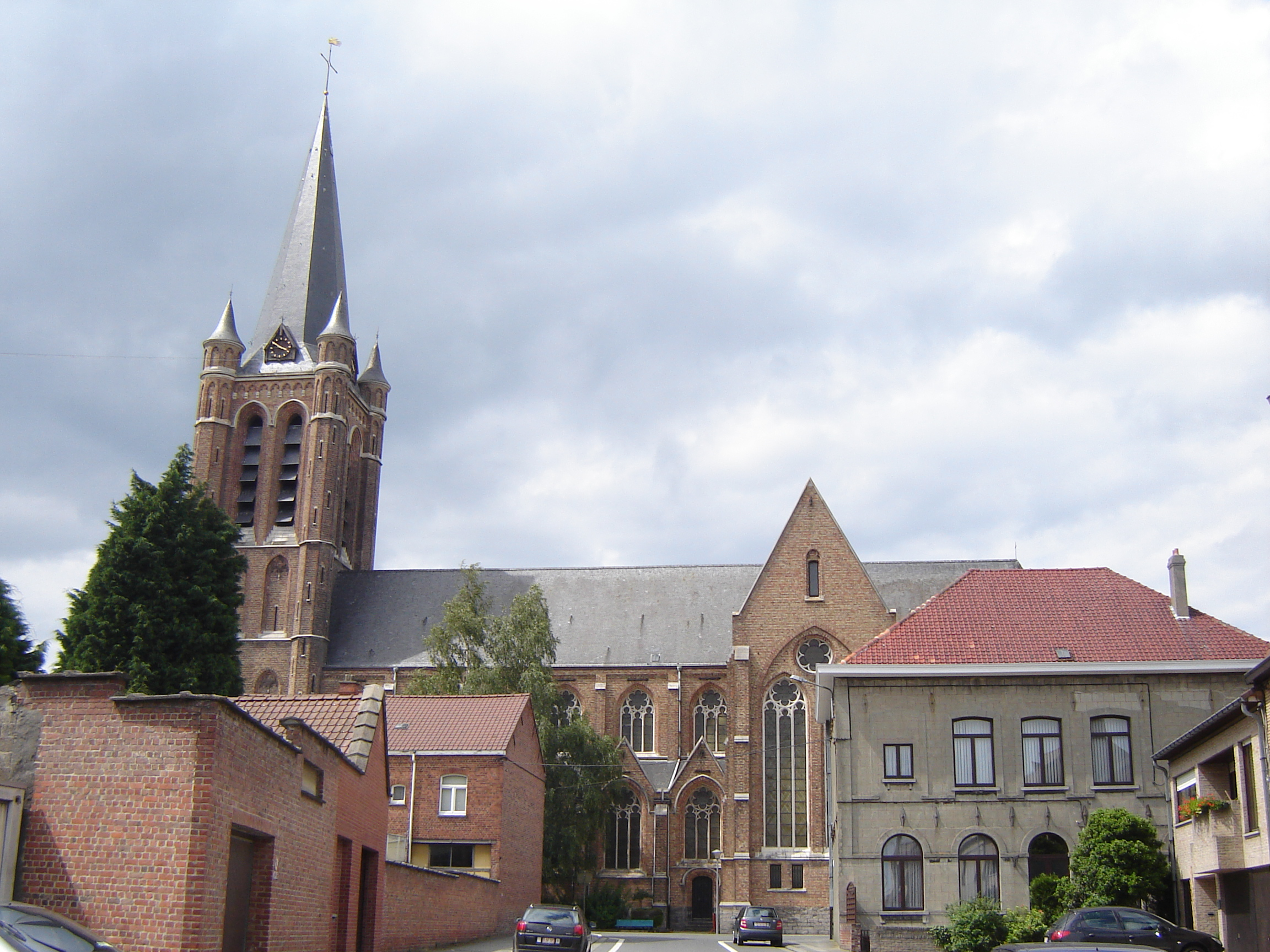
Église Saint-Léger.
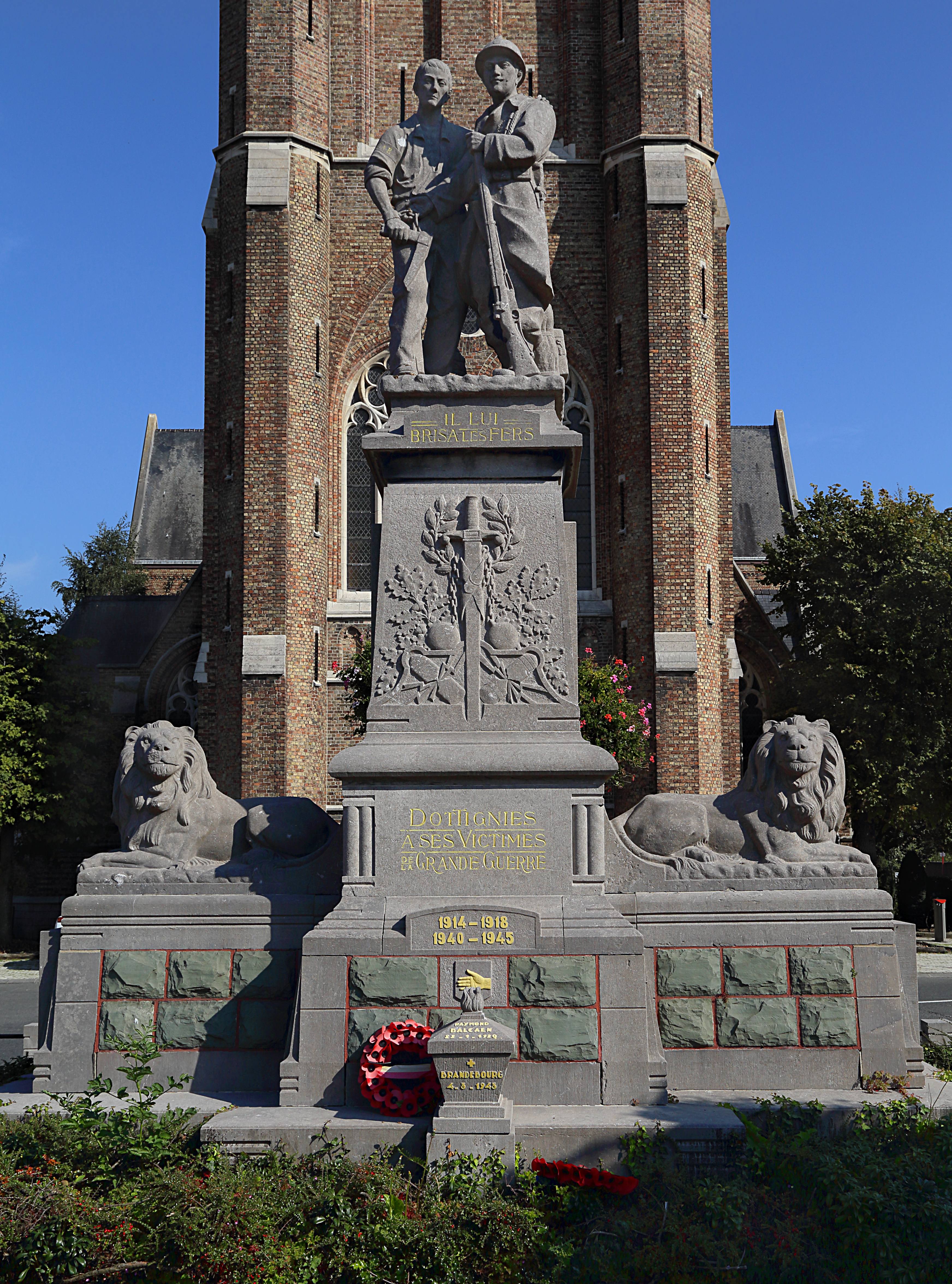
Monument aux morts, Place de la Main.
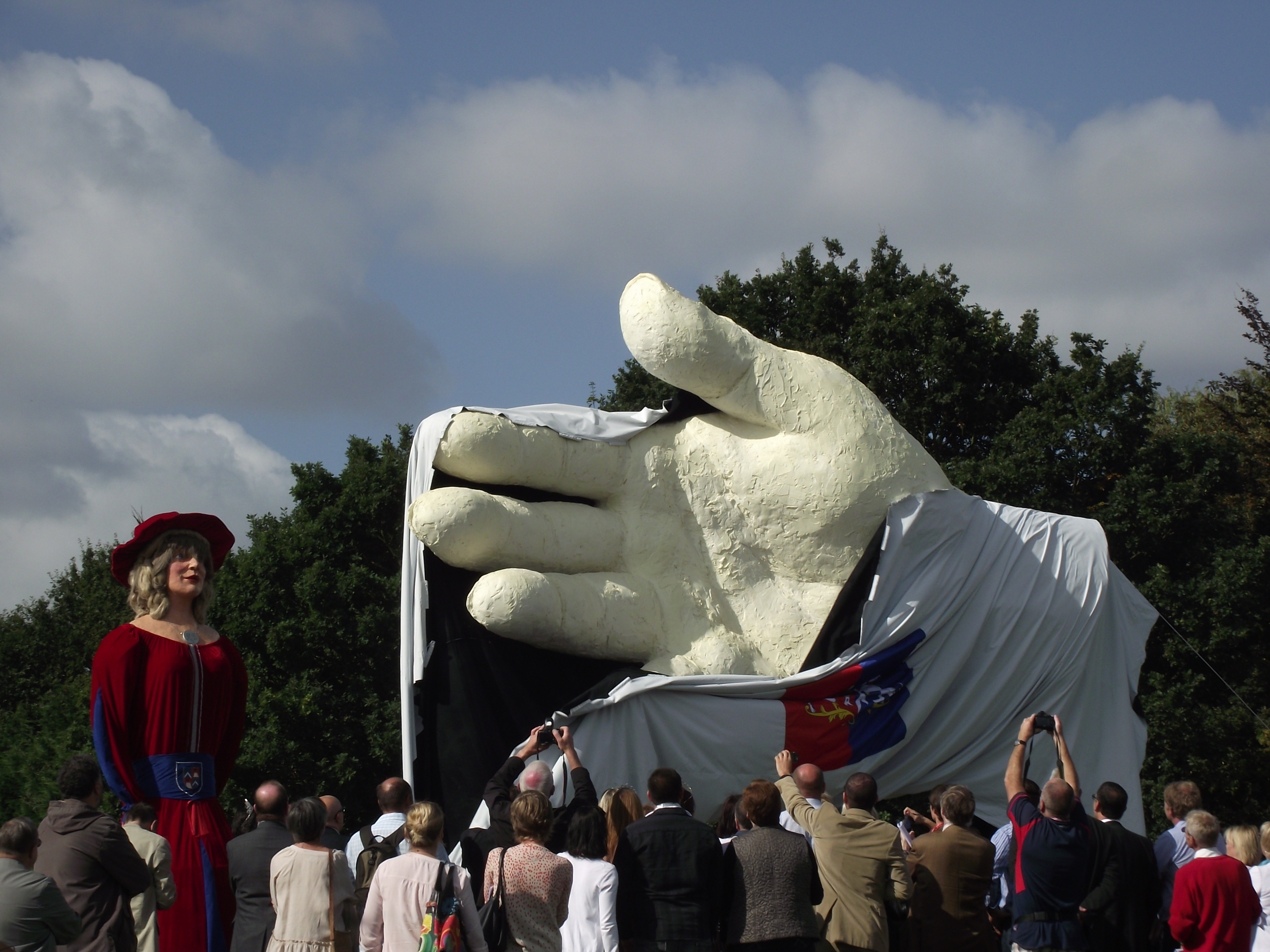
Inauguration du rond-point de la main le 15 septembre 2012.
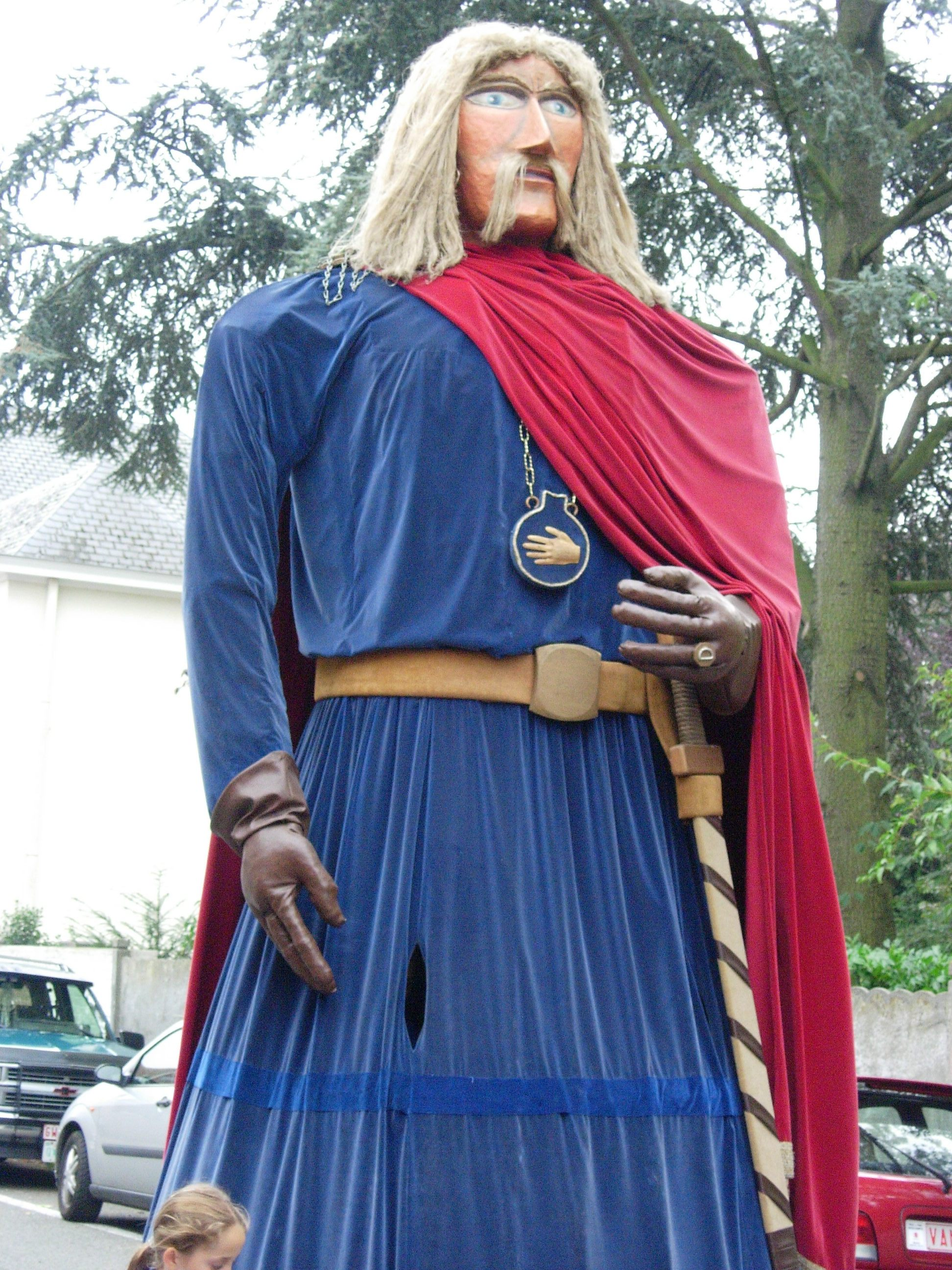
Géant Dotto lors du cortège folklorique de la fête de la main 2006.
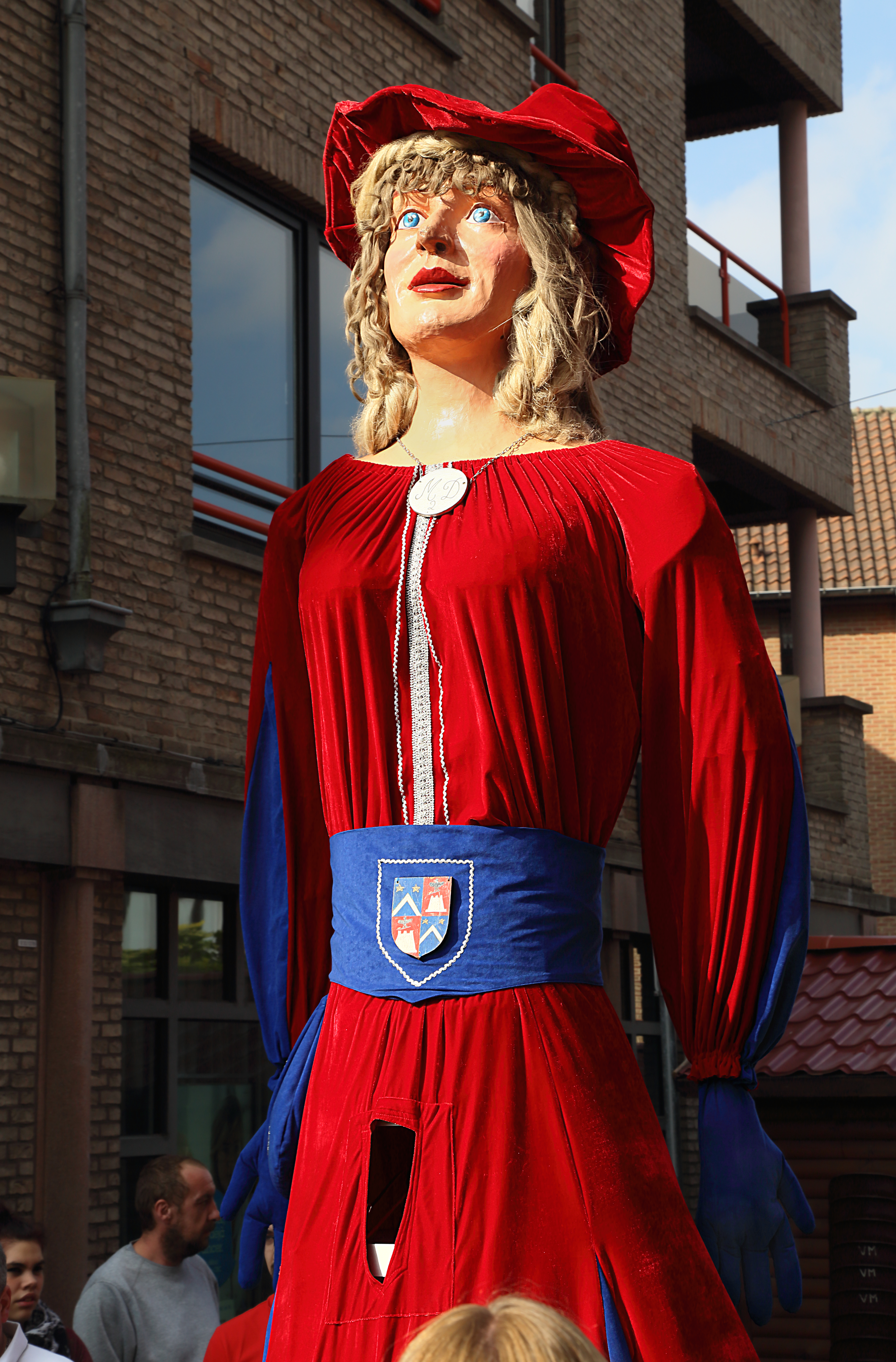
La géante Maria de Dothegnies.
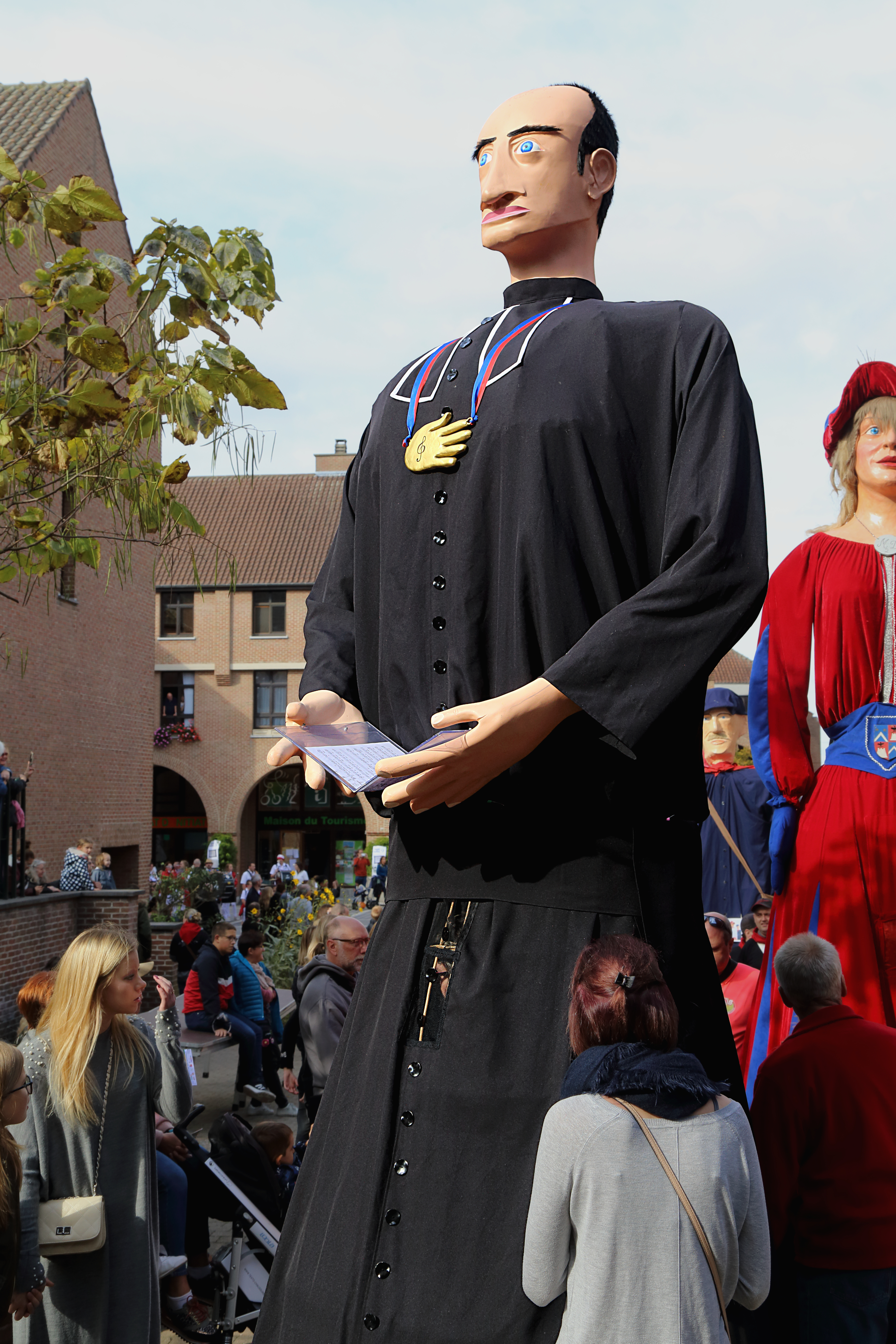
Le géant Louis-Marie Goormachtigh.
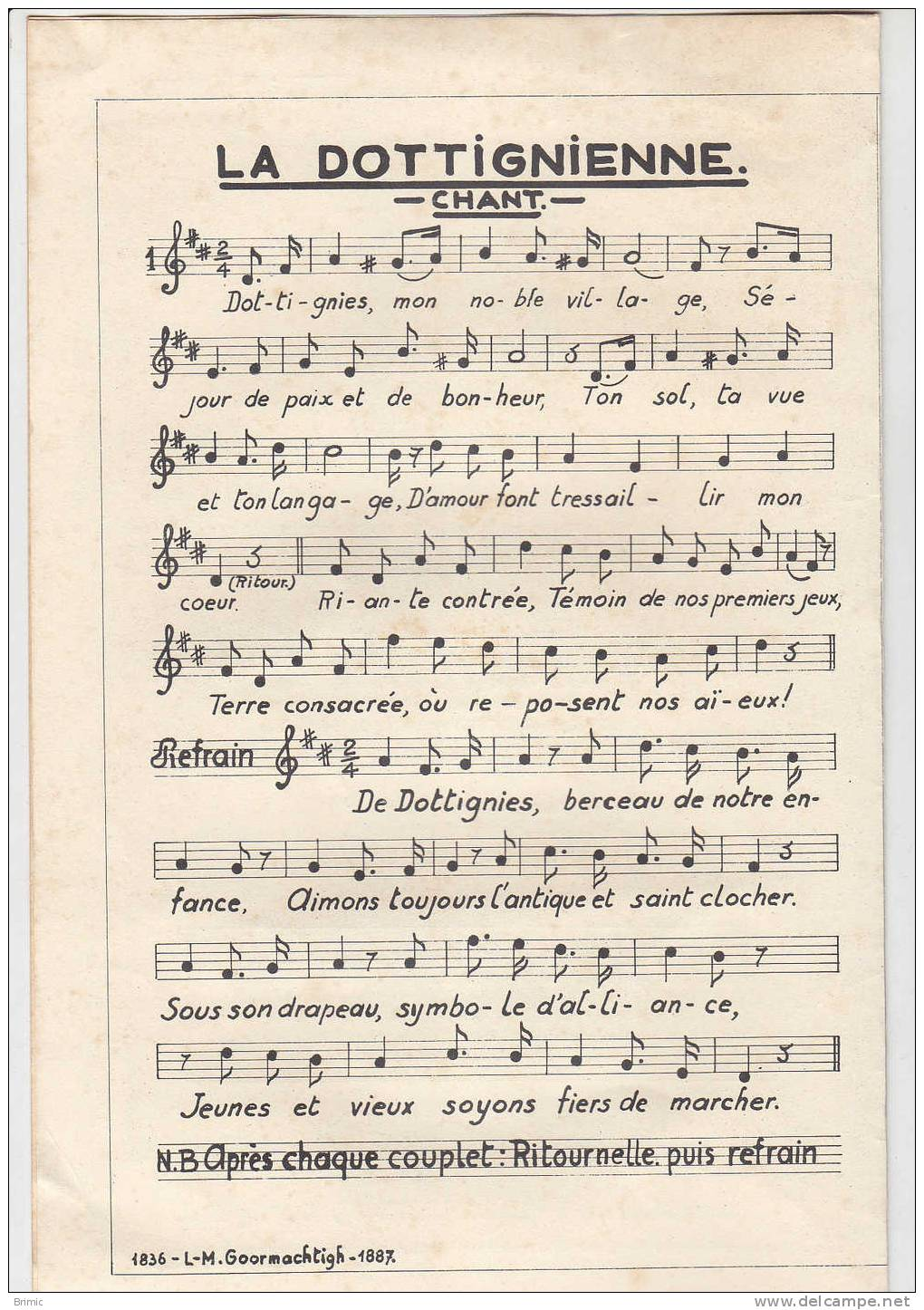
Paroles et partition de la Dottignienne.
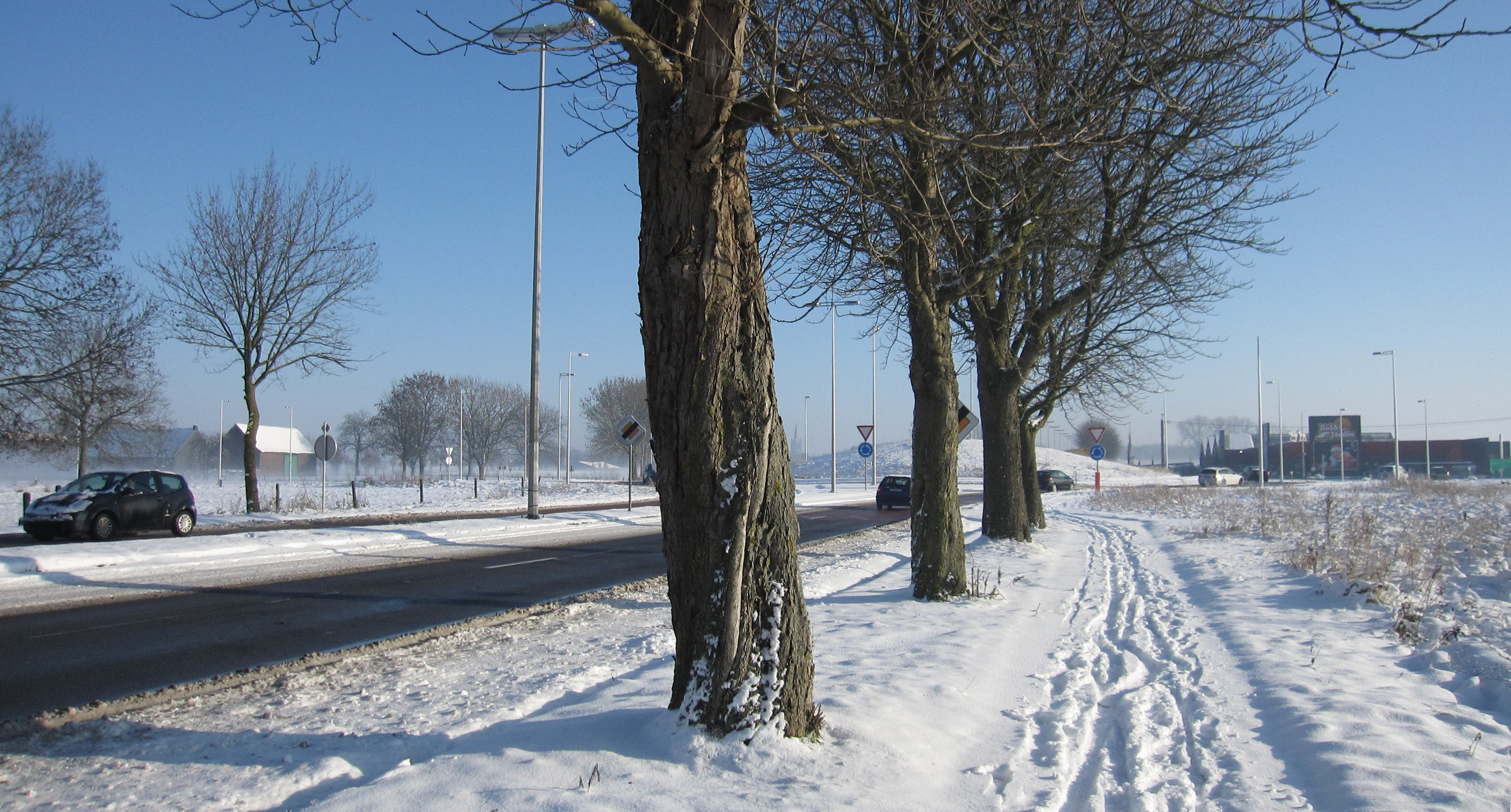
Vue panoramique.
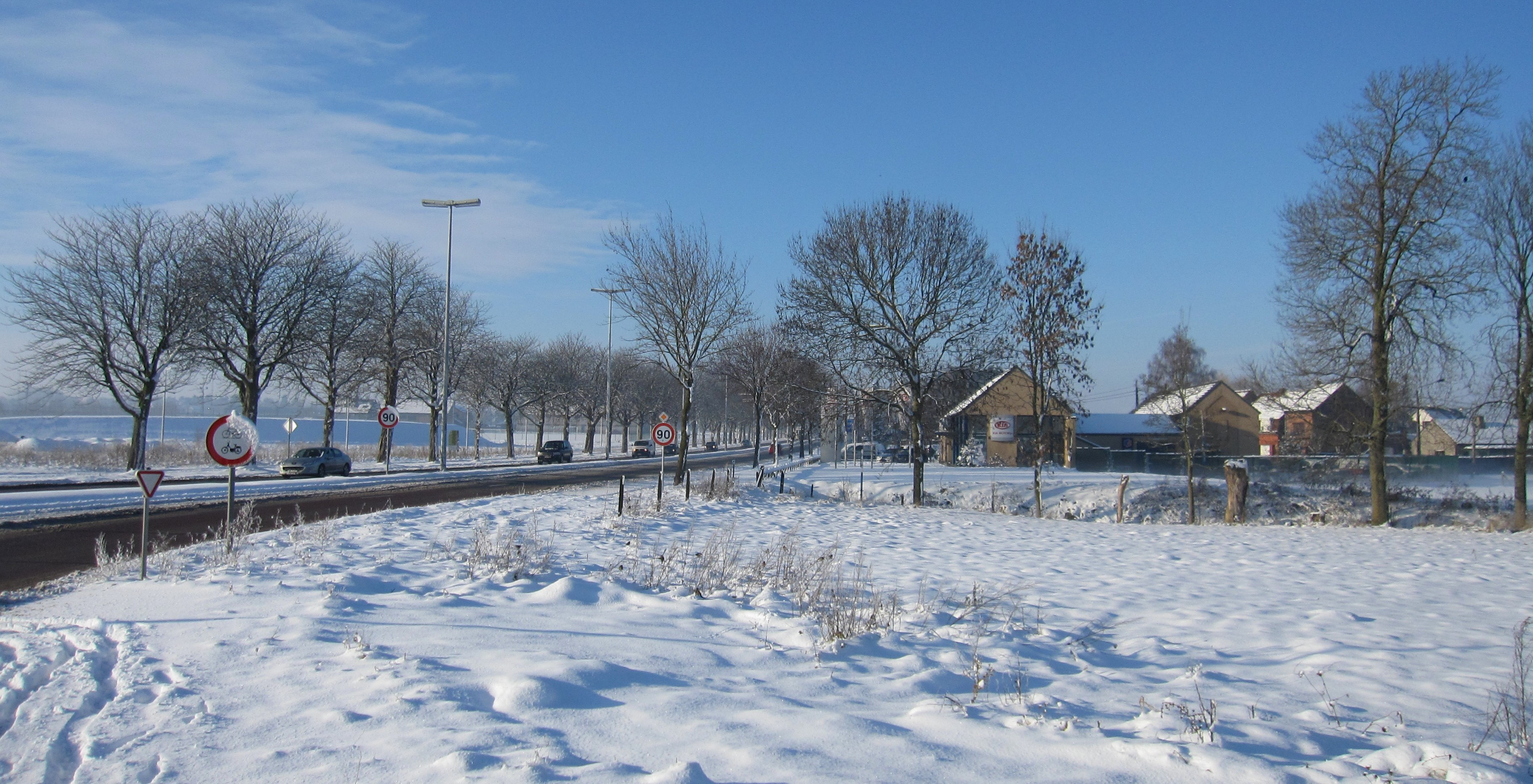
Dottignies en hiver.
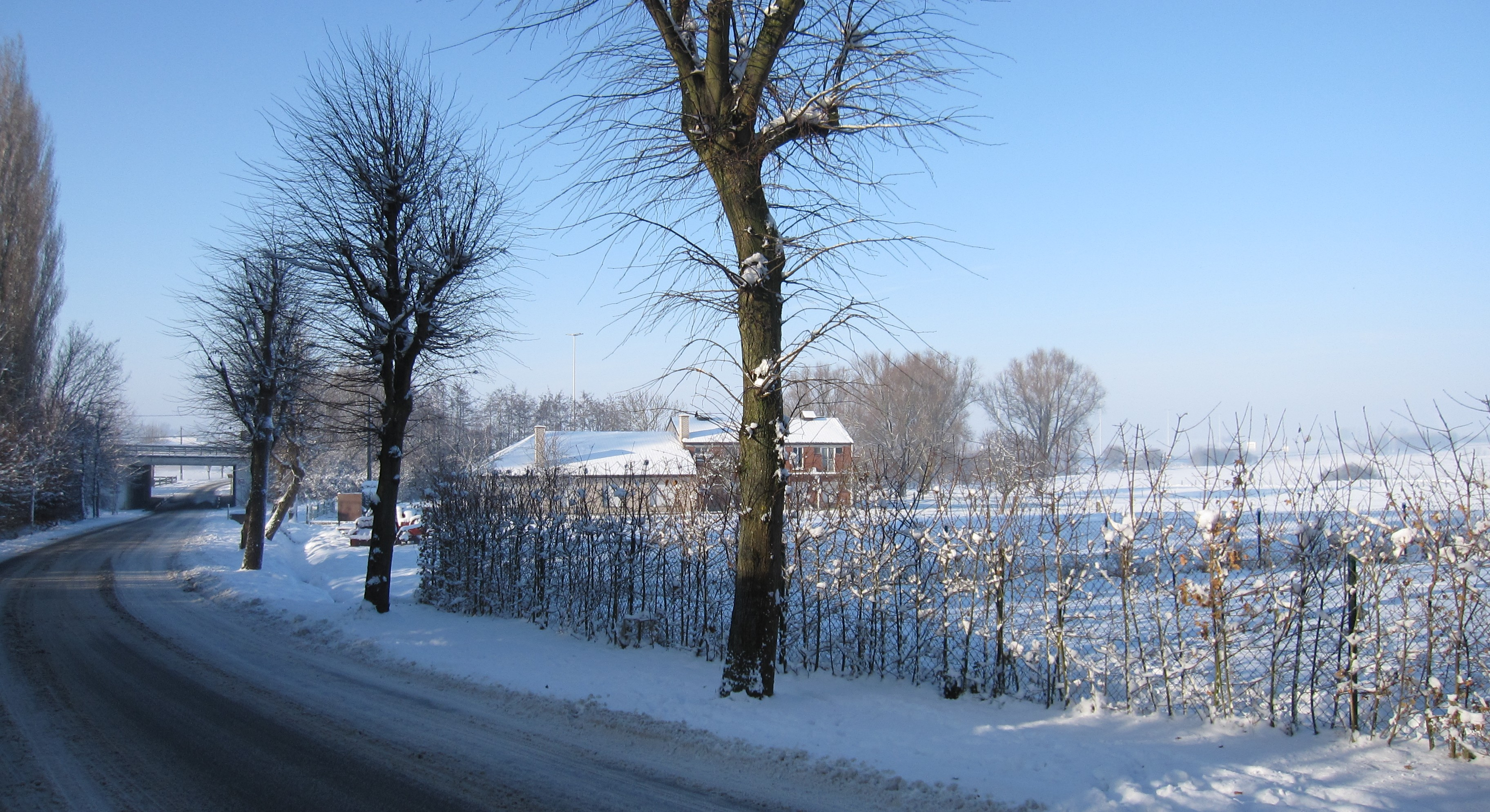
Dottignies sous la neige.
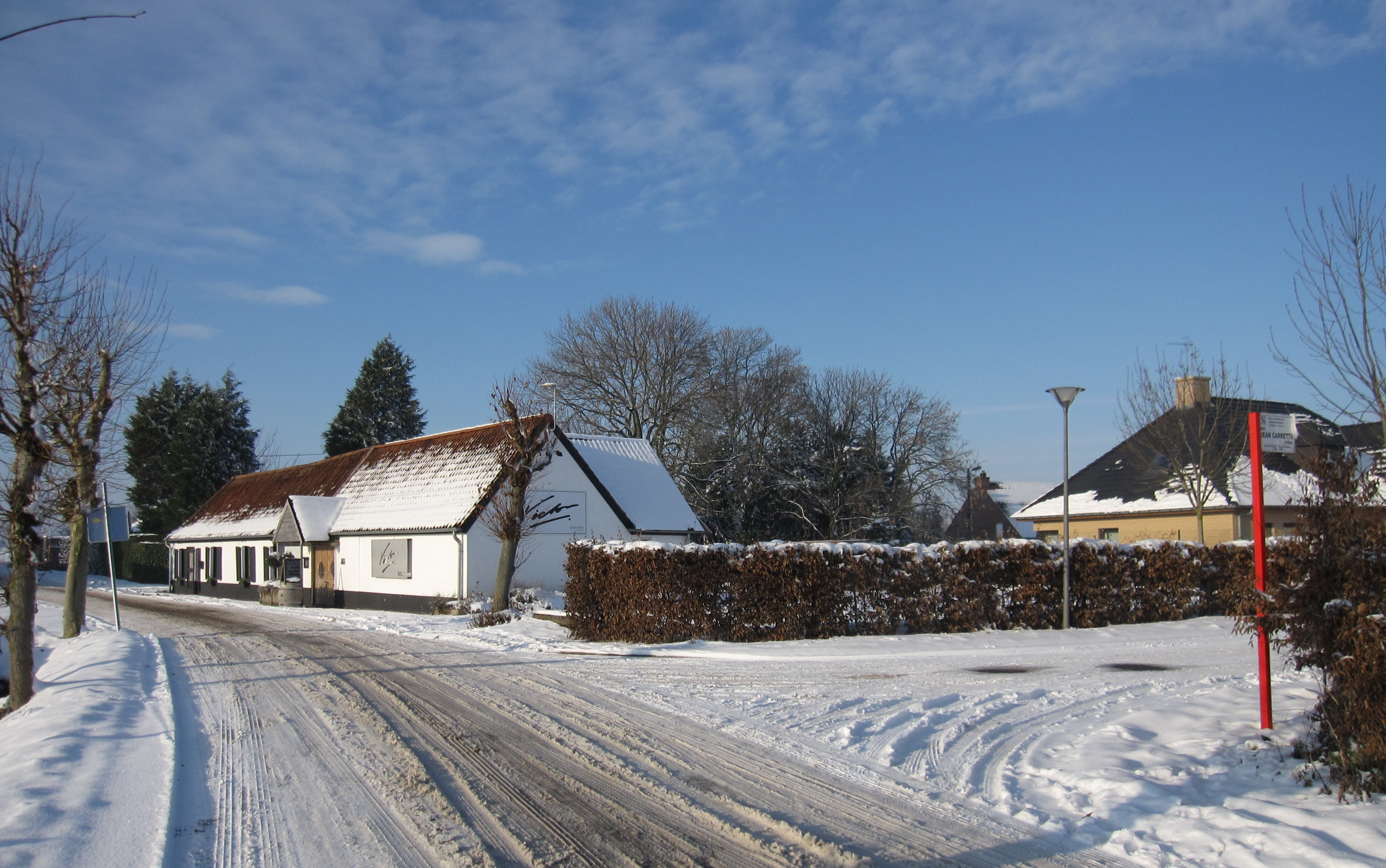
Un sentier de l'ancien village.

## Sports et vie associative

### Sports

#### Grand Prix international de Dottignies
Le Grand Prix international de Dottignies est une compétition cycliste féminine créée en 2002. Elle fait partie du Calendrier international féminin UCI en catégorie 1.2 et de la Lotto Cycling Cup pour Dames.

#### Ronde de Dottignies

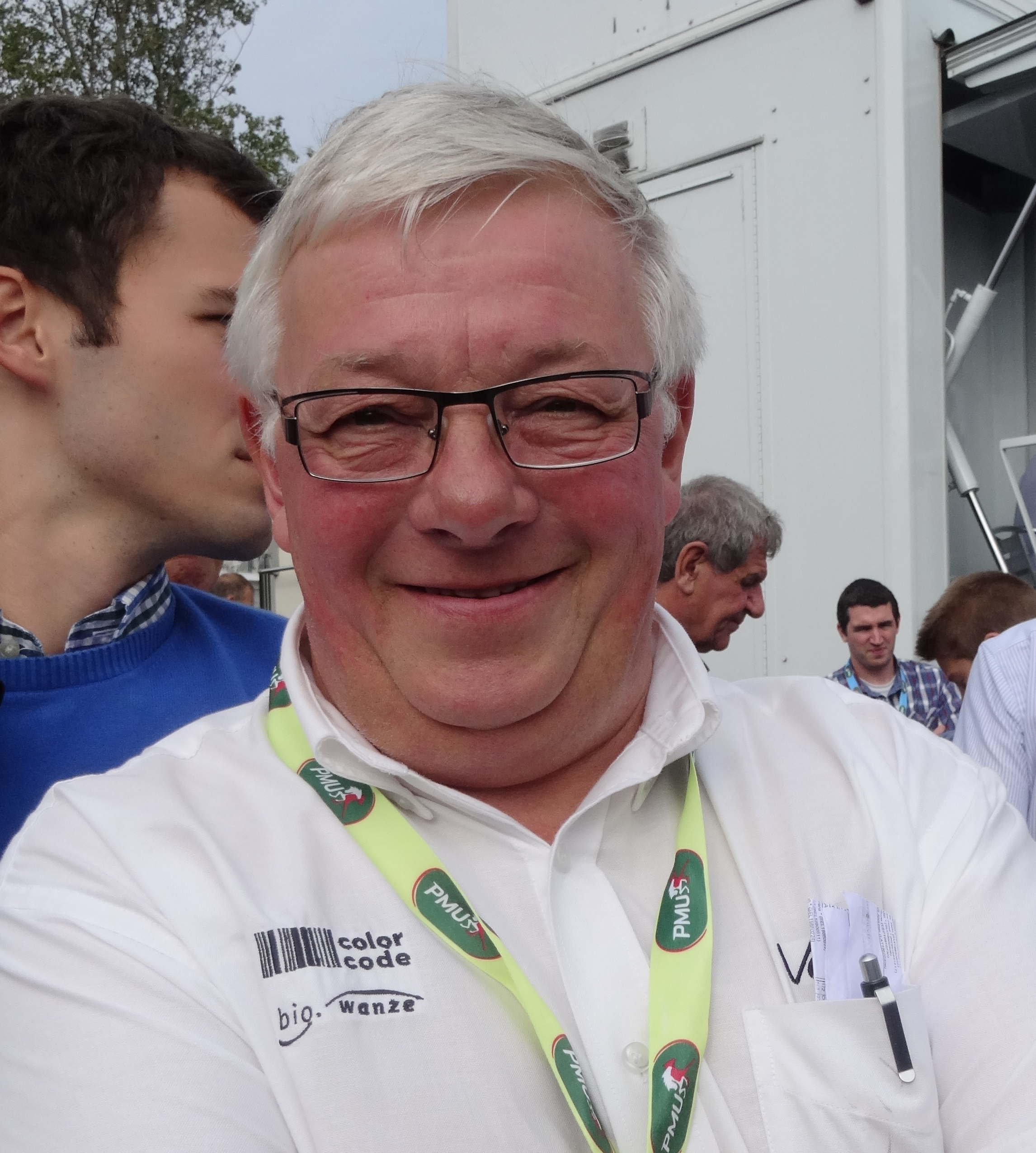
Marc Duquesnoy lors de l'arrivée de la 3e étape de l'Eurométropole Tour 2014 à Middelkerke.

La Ronde de Dottignies est une compétition cycliste formée de plusieurs manches ; celles-ci sont des courses locales disséminées au cours de la saison, et un classement par points donne lieu à un classement général qui constitue la compétition. Créée en 1970 et réservée aux 15 et 16 ans, elle est organisée par le Vélo Club Dottignies. Jean-Luc Vandenbroucke remporte la compétition en 1971 grâce à sa victoire sur les neuf manches.
L'édition 2018 est remportée par la Wallon Dayan Van Rillaert, le dernier wallon à avoir remporté la course était alors Sébastien Grignard. Marc Duquesnoy cesse fin 2019 l'organisation de la Ronde de Dottignies, il s'agit alors de la cinquantième édition. La compétition doit alors devenir à partir de 2020 la Ronde de Mouscron.
| Année | Vainqueur              | Deuxième        | Troisième         |
| ----- | ---------------------- | --------------- | ----------------- |
| 1970  | Marc Demeyer           |                 |                   |
| 1971  | Jean-Luc Vandenbroucke |                 |                   |
| 1972  | Michel Fiévez          |                 |                   |
| 1973  | Danny Vanderbeke       |                 |                   |
| 1974  | Jean-Claude Dupont     |                 |                   |
| 1975  | Philippe Vanderghinste |                 |                   |
| 1976  | Patrick Duchau         |                 |                   |
| 1977  | Johan Kindt            |                 |                   |
| 1978  | Marc Goethals          |                 |                   |
| 1979  | Rik Debaere            |                 |                   |
| 1980  | Pascal Clément         |                 |                   |
| 1981  | Chris Mahieu           |                 |                   |
| 1982  | Patrick Vaeyens        |                 |                   |
| 1983  | Jean-François Filmotte |                 |                   |
| 1984  | Chris Sabbe            |                 |                   |
| 1985  | Fabrice Naessens       |                 |                   |
| 1986  | Dominique Kint         |                 |                   |
| 1987  | Carmino Baelen         |                 |                   |
| 1988  | Dimitri Naessens       |                 |                   |
| 1989  | Émile Amorison         |                 |                   |
| 1990  | Lieven Desplenter      |                 |                   |
| 1991  | Bart Raevens           |                 |                   |
| 1992  | Olivier Génicot        |                 |                   |
| 1993  | Tony Hias              |                 |                   |
| 1994  | Frédéric Amorison      |                 |                   |
| 1995  | Vincent Renard         |                 |                   |
| 1996  | Giovanni Debeyter      |                 |                   |
| 1997  | Geoffrey Coupé         |                 |                   |
| 1998  | Bill Vandererven       |                 |                   |
| 1999  | Kurt Vanhereweeghe     |                 |                   |
| 2000  | Guillaume Lernould     |                 |                   |
| 2001  | Jérémy Devaux          |                 |                   |
| 2002  | Jérémy Devaux          |                 |                   |
| 2003  | Jeremy Hammel          |                 |                   |
| 2004  | Ward Vandekerkhove     |                 |                   |
| 2005  | Brian Ligneel          |                 |                   |
| 2006  | Jonathan Breyne        |                 |                   |
| 2007  | Jonathan Breyne        |                 |                   |
| 2008  | Ludwig Verstraete      |                 |                   |
| 2009  | Seppe Verschuere       |                 |                   |
| 2010  | Quentin Jauregui       |                 |                   |
| 2011  | Jimmy Duquennoy        |                 |                   |
| 2012  | Antoine Loy            |                 |                   |
| 2013  | Quentin Thérain        |                 |                   |
| 2014  | Harold Boquet          |                 |                   |
| 2015  | Sébastien Grignard     |                 |                   |
| 2016  | Jarne Van Dijk         |                 |                   |
| 2017  | Laurens Vandaele,      |                 |                   |
| 2018  | Dayan Van Rillaert,    | Xander Catteeuw | Simon Vandevannet |
| 2019  | Theo Lowie             |                 |                   |

## Personnages célèbres

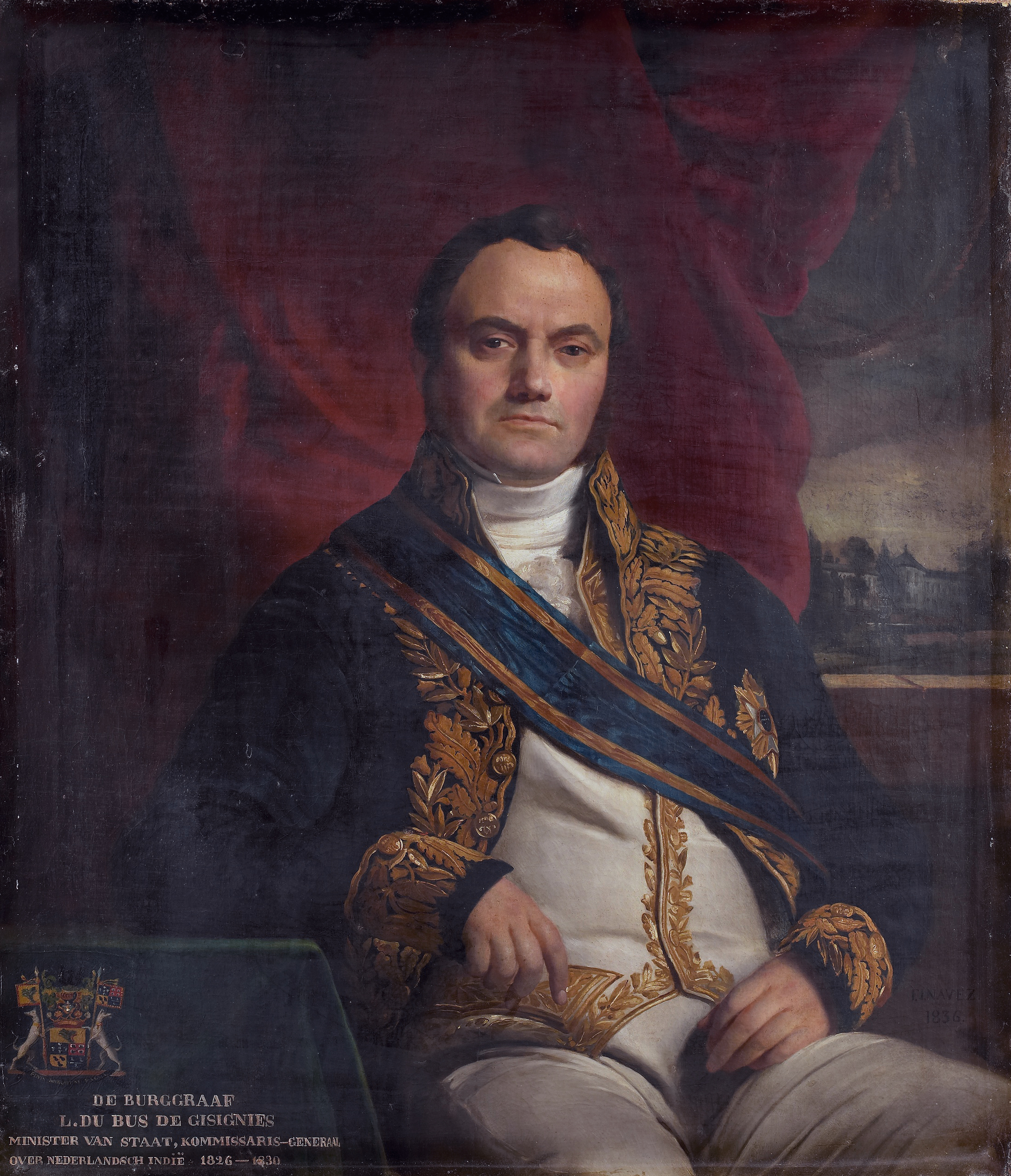
Leonard du Bus de Gisignies.

- Vicomte Leonard du Bus de Gisignies (1780 - Oostmalle, 1849), politicien, gouverneur de la Province d'Anvers sous le Royaume des Pays-Bas de 1820 à 1823 et gouverneur général des Indes orientales néerlandaises de 1825 à 1830. Fort Du Bus fut nommé en son honneur.
- Alphonse Glorieux (1844 - Portland, 1917), premier évêque de Boise (Idaho, États-Unis). Il fut consacré en 1893.
- Emilienne Brunfaut (1908-1986), militante syndicale, pacifiste et féministe.